# Dmytriwka (hromada Wełyka Łepetycha)
Dmytriwka (ukr. Дмитрівка) – wieś na Ukrainie, w obwodzie chersońskim, w rejonie kachowskim, w hromadzie Wełyka Łepetycha. W 2001 liczyła 132 mieszkańców.